# Charlotte Helene von Schindel
Charlotte Helene von Schindel (1690 – 1752) è stata una nobildonna danese, amante del re Federico IV di Danimarca.

## Biografia

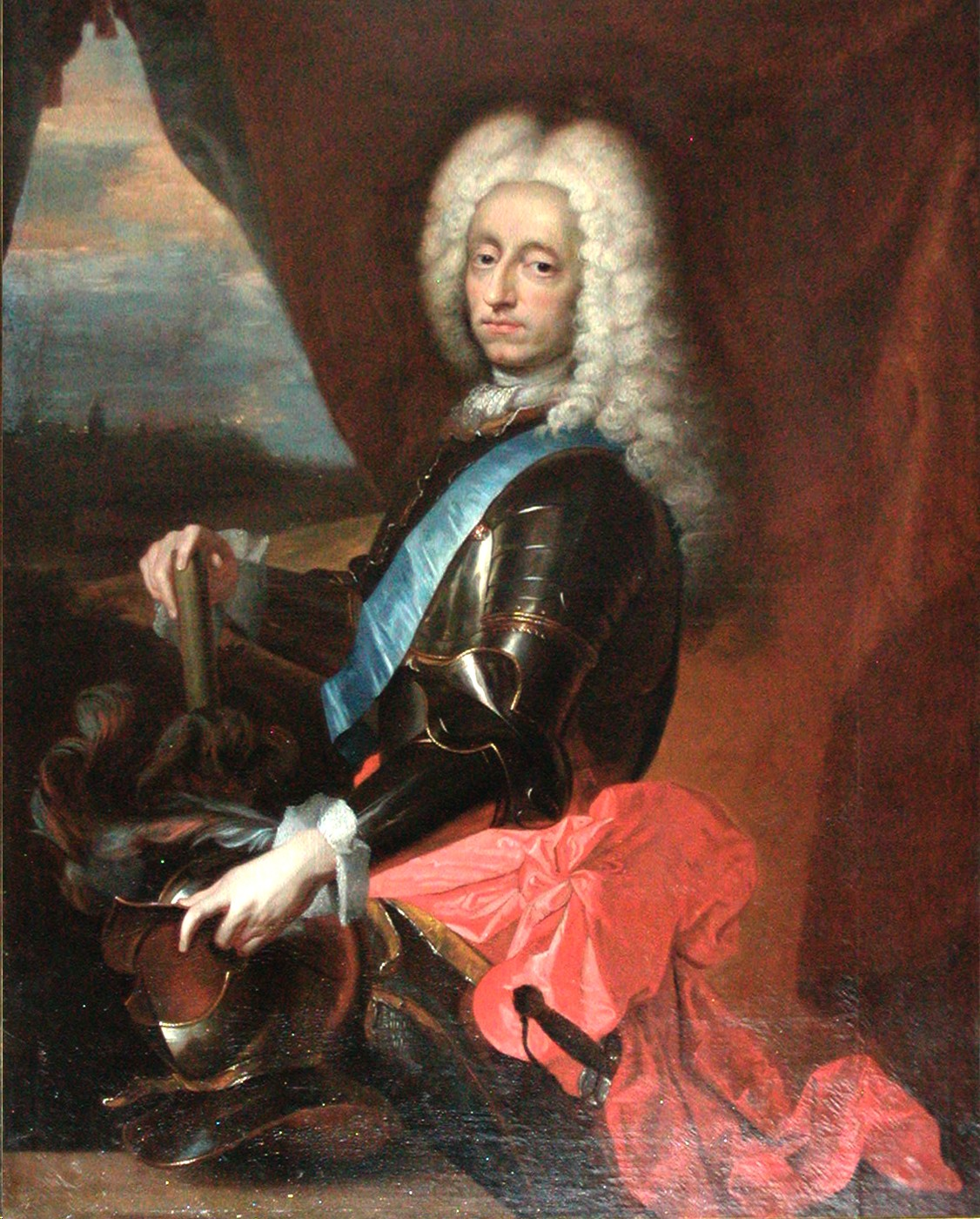
Federico IV

Entrò a corte come dama di compagnia di Elisabeth Helene von Vieregg, sposa morganatica del re Federico IV.
Dopo la morte di Elisabeth nel 1704 divenne l'amante del re, a cui diede un figlio morto subito dopo la nascita nel 1710.
Federico la creò nominò contessa di FrederiksholmFrederiksholm.
La loro relazione finì nel 1711, quando entrambi acquisirono nuovi amanti. Federico IV iniziò la relazione con Anna Sofia Reventlow, che sposò e fece diventare regina; Charlotte ebbe invece un figlio da E.G. Bülow, che ebbe il permesso di sposare nel 1716.